# شیوا گورانی
شیوا گورانی (متولد ۱۳۴۶) از دوبلُرهای ایرانی، با تخصص صداپیشگی به‌جای کودکان کم‌سن‌وسال است.
وی پیش از انقلاب در سنین کودکی وارد رادیو شد و زیر نظر «هما احسان» به فراگیری کار صدا و گویندگی پرداخت. او که در دههٔ پنجاه خورشیدی مجری برنامه کودک رادیو بود و در نمایش‌های رادیویی مخصوص خردسالان نیز شرکت داشت، وارد عرصهٔ دوبله شد. پس از انقلاب تا ۱۳ سال در ایران ماند و صدای لطیف و کودکانۀ خود را در آثار ماندگاری بر جای گذاشت. وی تجربهٔ بازیگری در فیلم سینمایی «ترنج» (۱۳۶۵) ساختهٔ محمدرضا اعلامی را نیز دارد. او در سال ۱۳۷۰ به سوئد مهاجرت کرد.

## صداپیشگی
از جمله کارهای شناخته‌شده او عبارت است از:
- کارتون حنا دختری در مزرعه (حنا)
- کارتون بلفی و لی‌لی‌بیت (بلفی)
- کارتون نیک و نیکو (نیک)
- کارتون جزیره ناشناخته (دختر کدخدا)
- کارتون جزیره گنج (جیم هاوکینز)
- کارتون دیوید کاپرفیلد ۱۹۸۳ (دیوید)
- کارتون مسافر کوچولو (گل رز و نقش‌های مختلف)
- کارتون هاچ زنبور عسل (نقش‌های مختلف)
- سریال از سرزمین شمالی (جون)
- سریال سال های دور از خانه (ریتسو، هم‌شاگردی اوشین در آرایشگاه)
- سریال بچه‌های کوه آتشفشان (دیوی)
- سریال خبرنامه (ابراهیم پسر کوچک قهوه چی)

## بن‌مایه
1. ↑  «شیوا گورانی». سوره سینما. بایگانی‌شده از اصلی در ۲۴ سپتامبر ۲۰۱۵. دریافت‌شده در ۲۷ مارس ۲۰۱۴.

https://encyclopedia.chakava.com/shiva-gorani/